# 以弗所之七圣童

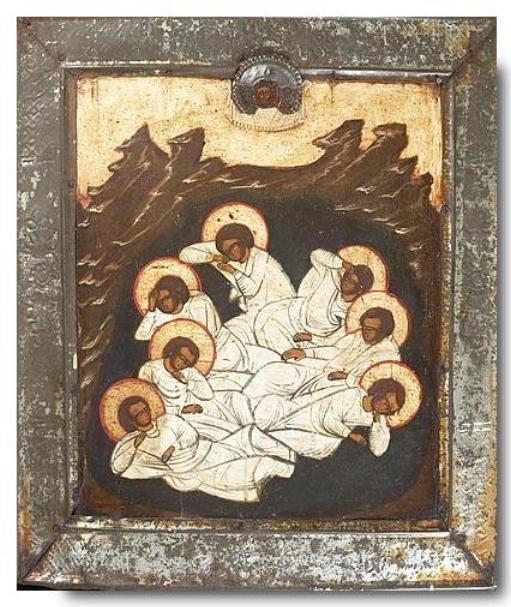
以弗所之七聖童 (俄國聖像畫)

以弗所之七圣童，又稱以弗所七睡仙，是傳說中七个基督徒少年的故事。相傳公元250年左右，因為当时的羅馬皇帝德西乌斯迫害基督徒，所以这七个孩子躲到以弗所城外的一个山洞里以逃避迫害，他們在山洞中睡著了，皇帝下令封住洞口。200年後狄奧多西二世時代，基督教已經勝利，有人偶然打開洞口，發現七人仍在睡覺，他們醒來時以為只睡了一天。
这个故事的早期版本是出自叙利亚主教Serugh的雅各布，它是来源于早期希腊著作，现今已失传。这个故事的轮廓出现在《都爾的額我略》以及在保罗·迪肯的《伦巴底人历史》。这个故事最知名的西方版本是出现在雅各·德·佛拉金的《黃金傳說》。
罗马殉道圣人录有提到以弗所之七圣童。